# Durazno
Durazno je grad i sjedište departmana Durazno u Urugvaju. Prema popisu iz 2011. godine imao je 34.368 stanovnika. Nalazi se oko 40 km od Trinidada, glavnog grada depratmana Flores. Durazno se nalazi na južnim obalama rijeke Yí.
Smješten je na mjestu gdje se križaju autoceste br. 5 i 41 te u blizini granice s departmanom Flores.

## Povijest
Grad je osnovan 12. listopada 1821., pod nazivom San Pedro del Durazno, kao mjesto štovanja brazilskog cara Pedra I., u vrijeme kada je područje današnjeg Urugvaja bilo dijelom Brazilskog Carstva. Durazno je stekao status ville prije neovisnosti Urugvaja. Dana 13. srpnja 1906. godine, grad je podignut na razinu ciudada (grada) zakonom br. 3041. U svibnju 2015., Diego Traibel je izabran za gradonačelnika za razdoblje od 2015. do 2020.

## Stanovništvo
Prema popisu stanovništva iz 2011. godine, u Duraznu je živjelo 34.368 stanovnika.
| Godina | Stanovništvo |
| ------ | ------------ |
| 1908.  | 10.507       |
| 1963.  | 22.203       |
| 1975.  | 25.981       |
| 1985.  | 27.834       |
| 1996.  | 30.607       |
| 2004.  | 30.529       |
| 2011.  | 34.368       |

- Izvor: Državni statistički zavod Urugvaja.[1]

## Poznati ljudi
- Hildemaro Lista, urugvajski mačevalac
- Antonio Alzamendi, urugvajski nogometaš
- Margarita Martirena, urugvajska sprinterica
- Carmelo Bentancur, urugvajski mačevalac
- Fructuoso Rivera, urugvajski general i prvi predsjednik Urugvaja
- Walter Vera, urugvajski športski strijelac